# لویبده شمالی
لویبده شمالی (به عربی: لویبدة شمالیة) یک روستا در سوریه است که در ناحیه سنجار واقع شده‌است. لویبده شمالی ۳۴۲ نفر جمعیت دارد.